# Marina Ferrer
Pour les articles homonymes, voir Ferrer.
Marina Ferrer est un personnage fictif créé par Ilene Chaiken pour la série télévisée The L Word. Elle est interprétée par l'actrice Karina Lombard. Elle est un personnage principal durant la première saison, pour ne réapparaître qu’à quelques occasions par la suite.

## Biographie
D'origine européenne, Marina est un de ces personnages mystérieux qu’on semble connaître, mais qu’on ne connaît jamais réellement. Elle fut l’un des personnages principaux de la première saison et a joué un rôle clé en aidant Jenny à découvrir sa véritable identité.
Marina est la gérante et copropriétaire du café « The Planet », un lieu de rencontre pour la grande majorité des gays et lesbiennes de Los Angeles, plus particulièrement le groupe d'Alice et Bette.
Mystérieuse, séduisante, intelligente, peu bavarde, Marina apparaît au premier abord comme une femme forte et sûre d'elle, mais dissimule difficilement ses faiblesses et les doutes qui la hantent, et finit par quitter Los Angeles pour Milan après une dépression marquée par une tentative de suicide. 
On retrouve Marina dans deux épisodes de la saison 4, où elle semble heureuse. Elle est employée comme costumière dans une troupe de théâtre et danse. Elle débarque lors d'une soirée organisée en l'honneur de Jenny pour la sortie de son livre, où elle vient faire dédicacer un livre par cette dernière et en profite pour rencontrer la copine de Jenny du moment.
À la fin de la série, on apprend qu'elle vit désormais dans le sud de la France.

## Relations amoureuses
Dès le premier regard, Marina est immédiatement séduite par la douceur, la fragilité et l’intelligence de Jenny. Après s’être embrassé dans les toilettes lors d’une fête chez Bette et Tina, Marina et Jenny commencent à se fréquenter sans que personne soit au courant de leur liaison. Elles seront rapidement démasquées par Bette, puis par Tim qui les surprend en pleine action.
Les deux jeunes femmes sont obligées de se séparer lorsque Tim oblige Jenny à le marier, mais reviendront rapidement ensemble lorsque ce dernier abandonne Jenny dans une chambre d’hôtel. Cependant, ce que Jenny ne sait pas, c’est que Marina entretient déjà une relation amoureuse avec Francesca (Lolita Davidovich), une designer qui travaille à l’extérieur du pays une bonne partie du temps.
Bien que leur relation dure depuis cinq ans, Marina et Francesca se séparent après que Marina ait fait comprendre à Francesca qu’elle ne pouvait plus entretenir ce genre de relation à longue distance… et après s’être rendue compte qu’elle tenait plus à Jenny qu’elle ne le croyait.
Lorsque Jenny refuse de lui pardonner sa trahison, Marina commence à tout faire en son possible pour attirer son attention et la distraire, en commençant par fréquenter Robin Allenwood alors qu’elle sait que cette dernière et Jenny se fréquentent déjà et se voient régulièrement. Cette relation se termine rapidement lorsque Robin lui fait comprendre qu’elle s’intéresse à Jenny.
Bien qu’elle ne soit pas souvent présente au cours des autres saisons, Marina entretient tout de même une relation avec Claude (Élodie Bouchez) au cours de la quatrième saison.  On apprend également qu’elle a un mari en Italie, Manfredi Ferrer, lorsque ce dernier vient finaliser la vente du café The Planet avec Kit.

## Apparition du personnage par épisode
| Marina Ferrer | Marina Ferrer | Marina Ferrer | Marina Ferrer | Marina Ferrer | Marina Ferrer | Marina Ferrer | Marina Ferrer | Marina Ferrer | Marina Ferrer | Marina Ferrer | Marina Ferrer | Marina Ferrer |
| Saison 1      | Saison 1      | Saison 1      | Saison 1      | Saison 1      | Saison 1      | Saison 1      | Saison 1      | Saison 1      | Saison 1      | Saison 1      | Saison 1      | Saison 1      |
| ------------- | ------------- | ------------- | ------------- | ------------- | ------------- | ------------- | ------------- | ------------- | ------------- | ------------- | ------------- | ------------- |
| 01            | 02            | 03            | 04            | 05            | 06            | 07            | 08            | 09            | 10            | 11            | 12            | 13            |
| Oui           | Oui           | Oui           | Oui           | Oui           | Oui           | Oui           | Oui           | Oui           | Oui           | Oui           | Oui           | Oui           |
| Saison 2      |               |               |               |               |               |               |               |               |               |               |               |               |
| 01            | 02            | 03            | 04            | 05            | 06            | 07            | 08            | 09            | 10            | 11            | 12            | 13            |
| -             | -             | -             | -             | -             | -             | -             | -             | -             | -             | -             | -             | -             |
| Saison 3      |               |               |               |               |               |               |               |               |               |               |               |               |
| 01            | 02            | 03            | 04            | 05            | 06            | 07            | 08            | 09            | 10            | 11            | 12            |               |
| -             | -             | -             | -             | -             | -             | -             | -             | -             | -             | -             | -             |               |
| Saison 4      |               |               |               |               |               |               |               |               |               |               |               |               |
| 01            | 02            | 03            | 04            | 05            | 06            | 07            | 08            | 09            | 10            | 11            | 12            |               |
| Oui           | -             | -             | -             | -             | -             | -             | -             | Oui           | -             | -             | -             |               |
| Saison 5      |               |               |               |               |               |               |               |               |               |               |               |               |
| 01            | 02            | 03            | 04            | 05            | 06            | 07            | 08            | 09            | 10            | 11            | 12            |               |
| -             | -             | -             | -             | -             | -             | -             | -             | -             | -             | -             | -             |               |
| Saison 6      |               |               |               |               |               |               |               |               |               |               |               |               |
| 01            | 02            | 03            | 04            | 05            | 06            | 07            | 08            |               |               |               |               |               |
| -             | -             | -             | -             | -             | -             | -             | Oui           |               |               |               |               |               |